# 도라미
도라미(ドラミ)는 도라에몽의 여동생으로 고양이형 로봇이다.

## 도라미에 대해
도라에몽의 여동생으로, 도라에몽과 달리, 귀의 형태가 리본 모양이며 노란색 몸을 가지고 있다.
- 좋아하는 것 : 메론빵
- 싫어하는 것 : 바퀴벌레
- 성격 : 도라에몽과 달리 꼼꼼하고 똑똑하다. 도구도 정리를 잘 해놔서 도라에몽처럼 도구를 찾기 위해 주머니를 뒤지는 일은 없다. 가끔이지만, 노비타(한국어 노진구)의 임시 지킴이 역할도 한다.
- 생년월일 : 2114년 12월 2일
- 성별 : 여자